# كمئيات
الكَمْئِيَّات (المفرد: كَمْء) أو التِّرْفَاسِيَّات (المفرد: تِرْفَاس) (الاسم العلمي: Terfeziaceae) هي فصيلة من الفطريات تتبع رتبة الفنجانيات، هذا الفطر هو كمء بري موسمي ينمو في الصحراء بعد سقوط الأمطار بعمق من 5 إلى 15 سنتيمتر تحت الأرض ويستخدم طعامًا. عادة ما يتراوح وزن الكمأة من 30 إلى 300 غرام. ويعتبر من ألذ وأثمن أنواع الفطريات الصحراوية. ينمو الكمأة على شكل درنة البطاطا في الصحاري، فهو ينمو بالقرب من نوع من النباتات الصحراوية قريبا من جذور الأشجار الضخمة، كشجر البلوط على سبيل المثال. شكله كروي لحمي رخو منتظم، وسطحه أملس أو درني ويختلف لونهُ من الأبيض إلى الأسود، ويكون في أحجام تتفاوت وتختلف وقد يصغر بعضُها حتى يكونَ في حجم حبَّة البندق، أو يكبُر ليصلَ حجم البرتقالة.

## أنواعه
عدة أنواع من الكمأة مثل الزبيدي ولونه يميل إلى البياض وحجمه كبير قد يصل إلى حجم البرتقالة الكبيرة، والخلاسي ولونه أحمر وهو أصغر من الزبيدي وهو في بعض المناطق ألذ وأغلى في القيمة من الزبيدي، والجبي ولونه أسود محمر وهو صغير جدا، والهوبر ولونه أسود وداخله أبيض وهذا النوع يظهر قبل ظهور الكمأة الأصلية وهو يدل على أن الكمأة ستظهر قريبا، وهو أردأ أنواع الكمأة.

## أماكن وجوده
يتواجد عادة في المناطق الصحراوية أو الشبه صحراوية في منطقة البحر الأبيض المتوسط والشرق الأوسط وشمال إفريقيا. ينمو الكمء بكثرة في السعودية، وفي الكويت، وفي قطر، وفي الأردن، وفي الأنبار غرب العراق، وفي بادية السماوة جنوب العراق، وفي بلاد الشام (البادية السورية، مدينة السخنة تحديدًا)، وفي إيران (مدينة يامتشي-یامچی)، وفي شمال إفريقيا، وفي إسبانيا، وفي اليونان، وفي قبرص، وفي المجر، وفي كرواتيا وفي الصين. يعتبر الكمء الموجود في السخنة وما حولها من أجود الأنواع في العالم. ويعرف مكان الكمأة إما بتشقق سطح الأرض التي فوقها أو بتطاير الحشرات فوق الموقع.
وينمو متكافلا مع نبات الرقروق ويوجد متصلا بجذوره.
وكون الكمء نوع من أنواع الفطر فهو نبات طفيلي لا يحتوي على الكلوروفيل فلا يقوم بعملية البناء الضوئي فهو يعتمد على غذائه بقايا حيوية موجوده في التربة من نباتات وبقايا حيوانات وجيف حيث يقوم البرق بفك الرابط الهيدروجينية لهذه البقايا مما يساعد الكما على النمو، كما أن أفضل وقت للبحث عنه هو عند الفجر أو الأصيل حين تكشف أشعة الشمس الخفيفة أي تغير بسيط يعتري سطح الرمال. وعند العثور عليه يجب حفظه في مكان مظلم وبارد والأفضل وضعه في سلة وعدم وضعه في كيس بلاستيكي لتجنب فساده وتغير مذاقه.

## تصنيفه
أنواع الكمء الصحراوي التي يبلغ عددها نحو 30 نوعًا، تنتمي كلها إلى عائلة تيرفيزيا أو تيرمانيا، وهي قريبة لأنواع الكمء العطري بيدموند وألبا وأمبريا الإيطالية و«بيريغورد» الفرنسية التي تنمو حول أشجار البلوط والبندق.ويصنف على انه من الفصيلة الكمئيّة من اللازهريات.

## نموه
تنمو الكمء الصحراوي في الصحاري وغالبًا بالقرب من نبات «الرقروق» وتتكون من مستعمرات قوام كل مجموعة من عشر إلى عشرين حبة، وشكلها كروي لحمي رخو منتظم، وسطحها أملس أو درني ويختلف لونها من الأبيض إلى الأسود. يعرف مكان الكمأة إما بتشقق سطح الأرض التي فوقها أو بتطاير الحشرات فوق الموقع.و يوجد على سطح الكمأة تشققات تمتلئ عادة بالتراب، وإذا لم يجمع الفقع فإنه يتحول إلى تراب. في السودان يتكافل فطر الكمأة [العبلاج] مع أشجار السَّنْط.

## المحتويات الكيميائية
تبين من تحليل الكمأة احتواؤها على البروتين بنسبة 9% ومواد نشويه بنسبة 13% ودهن بنسبة 1% وتحتوي على معادن مشابهة لتلك التي يحتويها جسم الإنسان مثل الفوسفور والصوديوم والكالسيوم والبوتاسيوم. كما تحتوي على فيتامين «ب1، ب2» وهي غنية بفيتامين أ. كما تحتوي على كمية من النيتروجين بجانب الكربون والأكسجين والهيدروجين، وهذا ما يجعل تركيبها شبيهًا بتركيب اللحم. وطعم المطبوخ منها مثل طعم كلى الضأن. تحتوي أحماض امينية الضرورية لبناء خلايا جسم الإنسان.

## الفوائد
يُعتبر الكمء مخزنًا للحديد والكالسيوم المفيدان للجسم، كما أن لها عدة علاجات أخرى:
- تقي من الأمراض المزمنة
- مصدر اساسي لحماية العينين من التورم
- تساهم في تسهيل الدورة الدموية للانسان
- مكون اساسي لنمو وتقوية العظام (هشاشة العظام)

## في الطب البديل
ذكر الكمء في عدد من مصادر الطب البديل، وتستعمل الكمأة شعبيًا لعلاج هشاشة الأظافر وسرعة تكسرها أو تقصفها، وتشقق الشفتين واضطراب الرؤية، وتستعمل الكمأة كغذاء جيد حيث تبلغ قيمتها الغذائية أكثر من 20% من وزنها حيث تحتوي على كمية كبيرة من البروتين، ويصنع من الكمأة الحساء الجيد وتزين بها موائد الأكل. ويجب أن تطبخ جيدًا ولا تؤكل نيئة حيث تسبب عسر الهضم. يتم غسلها جيدًا وتجفيفها وسحقها لتقوية الباءة وذلك بعمل مغلي منها بشرط ألا يقل زمن الغلي عن نصف ساعة ويستعمل عصير الكمأة لجلاء البصر كحلًا. كما يتم حك الأثمد مع الكمأة والتكحل به لتقوية النظر والجفون ودفع نزول الماء من العين. ويستعمل ماء الكمء لمنع حدوث التليف لدى مرض التراخوما، وذلك عن طريق التدخل إلى حد كبير في تكوين الخلايا المكونة للألياف،[بحاجة لمصدر] وعليه فإن الكمأة تستعمل على نطاق واسع في علاج التراخوما في مراحلها المختلفة.

### ما قيل عنه
قال عنها الطب القديم هي باردة رطبة في الدرجة الثالثة رديئة للمعدة، بطيئة الهضم، وإذا أدمنت أورثت السكتة والفالج ووجع المعدة وعسر البول. والرطبة أقل ضررا من اليابسة ومن أكلها فليسلقها بالماء والملح والزعتر ويأكلها بالزيت والتوابل الحارة لأن جوهرها أرضي غليظ وغذاءها رديء، لكن فيها جوهر مائي لطيف يدل على خفتها، والاكتحال بها نافع من ظلمة البصر والرمد الحار. وقد اعترف فضلاء الأطباء بأن ماءها يجلو العين.
والمعروف أن ذكر الكمأة ورد في كتب التراث، وكتابات الأسلاف، وهي الثمر الوحيد الذي لا يزرع.
ومن هنا يقول عنها الذين يقومون باقتلاعها وجمعها من الأرض:
هي بنت البر والبر حاويها
منغنغة بالدهن وعظام ما فيها

## تحذيرات
ينصح بعدم أكل الكمأة للمصابين بأمراض في معداتهم أو أمعائهم كما يجب عدم أكلها من قبل المصابين بالحساسية والأمراض الجلدية، ويجب عدم أكل الكمأة نيئة وعدم شرب الماء البارد عليها إذا كانت بعد الطبخ لما في ذلك من ضرر على المعدة. كما يجب تنظيف الكمأة من التراب الموجود في التشققات الموجودة بها.

## المعلومات الغذائية عن طبق الكمء
يحضّر هذا الطبق من الكمء أو الفقع، والبصل، والطماطم، ومعجون الطماطم، والكركم، والزنجبيل، والزيت، وعصير الليمون الحامض، والبهار والملح.
تحتوي وجبة الكمء (200 غ تقريبًا) على المعلومات الغذائية التالية:
- السعرات الحرارية: 150
- الدهون: 7
- الدهون المشبعة: 1
- الكوليسترول: 0
- الكاربوهيدرات: 17
- البروتينات: 8

## وصلات خارجية
- تقرير قصير عن الكمأ في قطر على يوتيوب
- https://www.zamanalwsl.net/news/article/58883